# Decca Navigator System
Decca radio navigations system til positionsbestemmelse blev opfundet i USA i 1937 og videreudviklet af britiske Decca Co. i 1944.